# ガラクツロノキナーゼ
ガラクツロノキナーゼ(Galacturonokinase、EC 2.7.1.44)は、以下の化学反応を触媒する酵素である。
ATP + D-ガラクツロン酸 {\displaystyle \rightleftharpoons } ADP + 1-ホスホ-α-D-ガラクツロン酸
従って、この酵素の基質はATPとD-ガラクツロン酸の2つ、生成物はADPと1-ホスホ-α-D-ガラクツロン酸の2つである。
この酵素は転移酵素、特にアルコールを受容体とするホスホトランスフェラーゼに分類される。この酵素の系統名は、ATP:D-ガラクツロン酸 1-ホスホトランスフェラーゼ(ATP:D-galacturonate 1-phosphotransferase)である。この酵素は、ヌクレオチド糖の代謝に関与している。